# Карасунський Кут
Карасунський Кут- Історичний роман написаний Спиродоном Добровольським в 1968 році.

## Опис
Роман присвячений переселенню  Чорноморського козацтва на Кубань. Події, що їх зображено в творі, припадають на останні роки вісімнадцятого століття.
Письменник відтворює процес класової диференціації в курінних селищах, великі соціальні протиріччя між старшинами-хуторянами та простими козаками. Значне місце в романі відведено змалюванню походу козацького корпусу у складі російської армії проти персів, заколоту учасників цієї кампанії і жорстокої розправи над ними царського уряду та кошової адміністрації. У книзі «Карасунський Кут» діють конкретні історичні особи, бойові козацькі ватажки Алтін Головатий, Харко Чепіга та ін.